# Deferred Acquisition Costs
Die Deferred Acquisition Costs (dt. aktivierte Abschlusskosten), häufig abgekürzt mit DAC, bezeichnen eine Bilanzposition gemäß US-GAAP, in der die Abschlusskosten für Versicherungsverträge erfasst werden. Da sich derzeit der IFRS 4, der für Versicherungsverträge geltende International Financial Reporting Standard, in einer Übergangsphase befindet, existiert aktuell gemäß dem Standard die Möglichkeit, Versicherungsverträge unter bestimmten Voraussetzungen nach US-GAAP zu bilanzieren.

## Hintergrund
Versicherungsunternehmen können ihre Kosten im Wesentlichen in vier Kategorien unterteilen. Dies sind Kosten, die bei Abschluss eines Versicherungsvertrags entstehen, Verwaltungskosten für den Versicherungsbestand, Kosten für die Kapitalverwaltung und sonstige Kosten.
Gemäß den US-GAAP werden die Kosten im Eintrittsjahr als Aufwand ausgewiesen. Die bei Abschluss eines Versicherungsvertrags für das Versicherungsunternehmen anfallenden Kosten können jedoch unter bestimmten Voraussetzungen als DAC aktiviert werden. Um aktivierbar (engl. deferrable) zu sein, müssen diese Kosten in engem Zusammenhang (primarily related) mit dem Vertragsabschluss stehen und mit dem Neugeschäft variieren (vary with).
Dabei dürfen nur die aktivierungsfähigen Abschlusskosten in der Bilanz angesetzt werden, die den sogenannten Test of Recoverability erfüllen, d. h. deren nach US-GAAP-Rechnungsgrundlagen errechneter Barwert durch den Barwert der Bruttobeiträge abzüglich Reserveprämie getilgt werden kann.
Die aktivierten Abschlusskosten werden über die Beitragszahldauer getilgt, noch nicht getilgte Kosten werden als DAC ausgewiesen. Die jährliche Tilgungsrate bestimmt sich zu Beginn des Vertragsverhältnisses als Quotient des Barwertes für aktivierbare Abschlusskosten und des Barwerts der Bruttobeiträge multipliziert mit dem jährlichen Bruttobeitrag. Zur Vereinfachung kann anstatt einer einzelvertraglichen Berechnung eine Vorgehensweise für ganze Teilbestände herangezogen werden, so dass die Tilgung über die Lebensdauer des Teilbestandes erfolgt.

## Unterschiedliche Behandlung der Abschlusskosten nach HGB und US-GAAP
In Deutschland herrscht gemäß § 248 Abs. 1 HGB ein Aktivierungsverbot für Abschlusskosten. Jedoch wird im Allgemeinen durch das Verfahren der sogenannten Zillmerung im Bereich der Lebensversicherung eine Verrechnung der Abschlusskosten mit den ersten gezahlten Beiträgen unterstellt. Die aus diesem Verfahren zu Anfang eines Versicherungsverhältnisses resultierenden Ansprüche des Versicherungsunternehmens werden nach deutschem Recht gemäß § 15 Abs. 1 RechVersV als noch nicht fällige Forderungen aus dem selbst abgeschlossenen Versicherungsgeschäft gegenüber dem Versicherungsnehmer ausgewiesen. Da hier nur der errechnete Zillmerwert – der aufsichtsrechtlichen Restriktionen unterliegt – bilanziert wird, während nach US-GAAP weitere Teile der Abschlusskosten erfasst werden können, hat der DAC in der Regel einen höheren Wert als die noch nicht fälligen Forderungen.